# Saint-Georges-d'Oléron

Saint-Georges-d'Oléron este o comună în departamentul Charente-Maritime, Franța. În 1 ianuarie 2022 avea o populație de 4.052 de locuitori.